# Petra Hobzová
Petra Hobzová (* 2. srpna 1972 České Budějovice) je česká herečka.
Petra Hobzová se narodila 2. srpna 1972 v Českých Budějovicích. Povoláním je herečka a komentátorka. Při začátcích v dabingu ji vyučoval dabingový režisér Martin Velda. Hobzová začala v dabingu v roce 1994. Dostala se do auta, které dováželo budějovické herce do Prahy na dabing. Dabovala například Joey Potterovou z Dawsonova světa nebo například Bonnie Swanson v seriálu Griffinovi. Od roku 2015 je staničním hlasem na Prima Love.
Věnuje se také divadelnímu herectví, mezi roky 2000 až 2013 byla členkou Divadla na Vinohradech nebo také Jihočeského divadla České Budějovice. Aktuálně je v angažmá v Divadle Bez zábradlí a v Činoherním studiu Bouře. Účinkuje také na Letních shakespearovských slavnostech.

## Dabingové role, výběr
- 2020 Goofy ve filmu (slečna Marpolová)
- 2020 Chlupatá odplata (ředitelka Bakerová)
- 2019 Loď snů: Havaj (Hanna Liebhold)
- 2019 X-Men: Dark Phoenix (reportérka)
- 2018 Bohemian Rhapsody (Dominique)
- 2018 Lego DC Superhrdinky: Střední škola pro padouchy (Amanda Wallerová)
- 2018 Scooby-Doo a duch Labužník (Sue)
- 2017 Tom a Jerry: Willy Wonka a továrna na čokoládu (Gloopová)
- 2016 Café society (Rad)
- 2016 Zootropolis: Město zvířat (paní Vydrová)
- 2015 Batman: Útok na Arkham (žena)
- 2015 My Little Pony: Equestria Girls: Hry přátelství (Sunset Shimmer)
- 2014 Star Trek VI: Neobjevená země (Martia)
- 2013 My Little Pony: Equestria Girls (Sunset Shimmer)
- 2010 Zimní pohádka / Sněhová královna [dabing Nova] (Královna Elspeth)
- 2009 Batman: Záhada Batwoman (Kathleen Duquesne)
- 2005 Batman začíná (Rachel Dawesová)
- 2004 Bridget Jonesová: S rozumem v koncích (recepční v Sit Up Britain TV) & Ting-Ting Hu (thajská prostitutka) & Melissa Ashworth & Pui Fan Lee (thajské spoluvězeňkyně)
- 2002 Deník Bridget Jonesové (recepční) a (Woney)
- 2002 Scooby-Doo (Mary Jane)

### Seriály
- 2020 Mimi šéf: Zpátky ve hře [3.série] (Peg)
- 2018 Nina a neurony - digitální svět (Voněnka)
- 2017 Námořní vyšetřovací služba LA (Genevieve)
- 2017 Na vlásku (královna Arianna)
- 2016 Pokémon (Malva)
- 2016 Krtek a panda (opičky)
- 2015 Dva a půl chlapa (Gretchen)
- 2015 Mentalista (Teresa Lisbonová)
- 2015 Ray Donovan (Paige Finneyová)
- 2015 Vraždy v Midsomeru (Dr. Kate Wildingová)
- 2013 Nina a Neurony (Voněnka)
- 2008–2019 Griffinovi (Bonnie Swanson)
- 2006–2010 Zákon a pořádek: Útvar pro zvláštní oběti (Casey Novaková)
- 2005 Kriminálka Miami (Amy Gormanová)
- 2004 Dawsonův svět (Joey)
- 2004–2007 Gilmorova děvčata (Lane Kim)
- 2002–2003 Teletubbies (Laa-Laa)

## Herecká filmografie
- 2018 Zlatá rybka
- 2016 V jiném stavu
- 2011 Náplast
- 1997 Ptačí král

## Herecká filmografie (seriály)
- 2019 Linka (role ve dvou epizodách )
- 2019 Krejzovi (role ve čtyřech epizodách)
- 2017 Modrý kód (epizodní role)
- 2017 Ohnivý kuře (epizodní role)
- 2015 Policie Modrava
- 2013 Doktoři z Počátků
- 2013 Gympl s (r)učením omezeným (epizodní role)
- 2011 Čapkovy kapsy
- 2010 Cesty domů
- 2010 Okresní přebor (epizodní role)
- 2006 Horákovi
- 2004 Redakce